# فهرست بلندترین نقاط کشورهای آسیایی

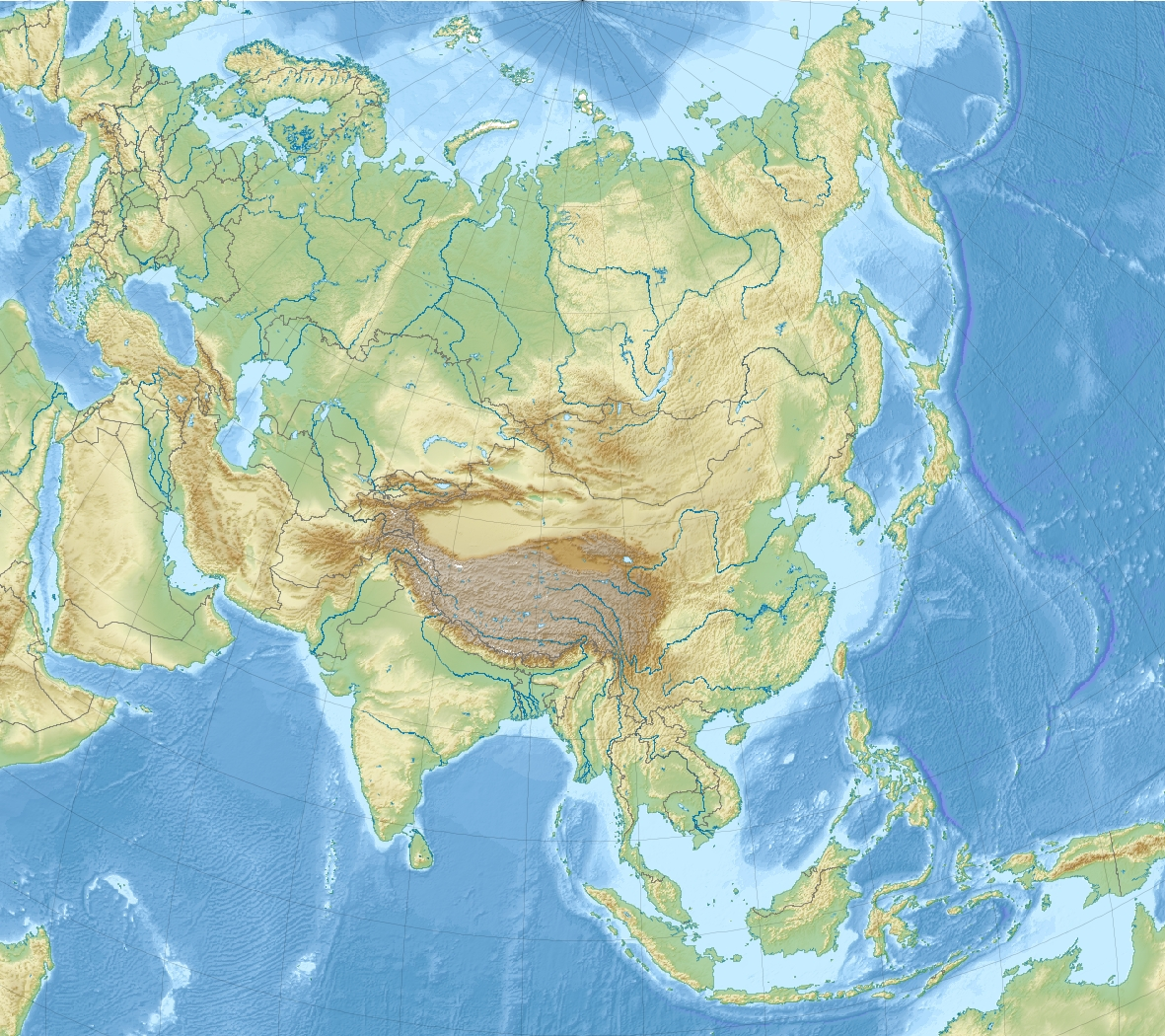
توپوگرافی آسیا

این مقاله فهرستی از بلندترین نقاط طبیعی هر کشور مستقل در قارهٔ آسیا را که به‌صورت جغرافیای طبیعی تعریف شده‌اند، ارائه می‌دهد. کشورهایی که گاهی به‌طور سیاسی و فرهنگی با آسیا مرتبط هستند، اما از نظر جغرافیایی بخشی از آسیا نیستند، در این فهرست گنجانده نشده‌اند (به‌جز قبرس که با رتبهٔ N/A مشخص شده است).
همهٔ نقاط ذکرشده در این فهرست کوه یا تپه نیستند؛ برخی صرفاً ارتفاعاتی هستند که به‌عنوان ویژگی‌های جغرافیایی قابل‌تشخیص نیستند.
توضیحاتی در مواردی که اختلافات ارضی یا ناهماهنگی‌ها بر فهرست تأثیر می‌گذارند، ارائه شده است. برخی کشورها مانند آذربایجان، گرجستان و روسیه (البروس) بخشی از قلمرو و بلندترین نقاط خود را خارج از آسیا دارند؛ بلندترین نقاط غیرآسیایی آن‌ها با رتبهٔ N/A در زیر قلهٔ قاره‌ای آن‌ها فهرست شده است.
سه ورودی دیگر از کشورهایی که به رسمیت شناختن آن‌ها با محدودیت روبرو است و بلندترین نقاط آن‌ها در آسیا قرار دارد، به‌صورت مورب فهرست و رتبه‌بندی شده‌اند. برای جزئیات بیشتر، می‌توانید فهرست کشورها با رسمیت محدود را بررسی کنید.
| رتبه | کشور              | بالاترین نقطه      | ارتفاع   |
| ---- | ----------------- | ------------------ | -------- |
| ۱    | نپال              | کوه اورست          | ۸۸۴۸ متر |
| ۱    | چین               | کوه اورست          | ۸۸۴۸ متر |
| ۲    | پاکستان           | کی۲                | ۸۶۱۱ متر |
| ۳    | هند               | کانگچنجونگا        | ۸۵۸۶ متر |
| ۴    | بوتان             | گانگکهار پونزوم    | ۷۵۷۰ متر |
| ۵    | تاجیکستان         | قله اسماعیل سامانی | ۷۴۹۵ متر |
| ۶    | افغانستان         | نوشاخ              | ۷۴۹۲ متر |
| ۷    | قرقیزستان         | جنگیش چوکوسو       | ۷۴۳۹ متر |
| ۸    | قزاقستان          | خان تنگری          | ۷۰۱۰ متر |
| ۹    | میانمار           | هکاکابو رازی       | ۵۸۸۱ متر |
| ۱۰   | ایران             | کوه دماوند         | ۵۶۱۰ متر |
| ۱۱   | ترکیه             | کوه آرارات         | ۵۱۳۷ متر |
| ۱۲   | اندونزی           | پونچاک جایا        | ۴۸۸۴ متر |
| ۱۳   | روسیه             | کلوچفسکایا اسپوکا  | ۴۷۵۰ متر |
| N/A  | روسیه             | کوه البروس         | ۵۶۴۲ متر |
| ۱۴   | ازبکستان          | قله خازرتانگ       | ۴۶۶۸ متر |
| ۱۵   | مغولستان          | قله خویتن          | ۴۳۷۴ متر |
| ۱۶   | مالزی             | کوه کینبالو        | ۴۰۹۵ متر |
| N/A  | ارمنستان          | کوه آرارات         | ۴۰۹۰ متر |
| ۱۷   | تایوان            | یوشان              | ۳۹۵۲ متر |
| ۱۸   | ژاپن              | کوه فوجی           | ۳۷۷۶ متر |
| ۱۹   | یمن               | جبل النبی شعیب     | ۳۶۶۶ متر |
| ۲۰   | عراق              | شیخا دار           | ۳۶۱۱ متر |
| ۲۱   | ویتنام            | فنسیپان            | ۳۱۴۳ متر |
| ۲۲   | ترکمنستان         | کوه آیری‌بابا       | ۳۱۳۹ متر |
| ۲۳   | لبنان             | قرنه اسودا         | ۳۰۸۸ متر |
| ۲۴   | عمان              | جبل شمس            | ۳۰۰۹ متر |
| ۲۵   | عربستان سعودی     | جبل فروا           | ۳۰۰۲ متر |
| ۲۶   | تیمور شرقی        | تاتامایلائو        | ۲۹۶۳ متر |
| ۲۷   | فیلیپین           | کوه آپو            | ۲۹۵۴ متر |
| ۲۸   | لائوس             | فو بیا             | ۲۸۱۷ متر |
| ۲۹   | سوریه             | جبل الشیخ          | ۲۸۱۴ متر |
| ۳۰   | کره شمالی         | کوه پکتو           | ۲۷۴۴ متر |
| ۳۱   | مصر               | کوه کاترین         | ۲۶۲۹ متر |
| ۳۲   | تایلند            | دوی اینتانون       | ۲۵۶۵ متر |
| ۳۳   | سریلانکا          | پیدوروتالاگالا     | ۲۵۲۴ متر |
| ۳۴   | کره جنوبی         | هالاسان            | ۱۹۵۰ متر |
| N/A  | قبرس              | کوه المپوس         | ۱۹۵۱ متر |
| ۳۵   | امارات متحده عربی | کوه جیس            | ۱۹۱۰ متر |
| ۳۶   | اردن              | کوه ام آد دامی     | ۱۸۵۴ متر |
| ۳۷   | برونئی            | پاگون هیل          | ۱۸۵۰ متر |
| ۳۸   | کامبوج            | پنوم اورال         | ۱۸۱۰ متر |
| ۳۹   | اسرائیل           | کوه حرمون          | ۲۲۳۶ متر |
| ۴۰   | بنگلادش           | ساکا هاپهونگ       | ۱۰۵۲ متر |
| ۴۱   | فلسطین            | کوه نبی یونس       | ۱۰۳۰ متر |
| ۴۲   | کویت              | رشته‌کوه مطلاع      | ۳۰۶ متر  |
| ۴۳   | سنگاپور           | بوکیت تیماه        | ۱۶۴ متر  |
| ۴۴   | بحرین             | کوه دخان           | ۱۲۲ متر  |
| ۴۵   | قطر               | قورین ابو الباول   | ۱۰۳ متر  |
| ۴۶   | مالدیو            | کوه ویلینگیلی      | ۵ متر    |